# Мезалем-Кям
Мезалем-Кям (перс. مظلم كم) — село в Ірані, у дегестані Хотбех-Сара, у бахші Карґан-Руд, шагрестані Талеш остану Ґілян. За даними перепису 2006 року, його населення становило 41 особу, що проживали у складі 10 сімей.